# Hasancık, Gürgentepe
Hasancık là một xã thuộc huyện Gürgentepe, tỉnh Ordu, Thổ Nhĩ Kỳ. Dân số thời điểm năm 2010 là 303 người.